# Sonaty fortepianowe op. 14 Beethovena
Dwie sonaty fortepianowe op. 14 Ludwiga van Beethovena zostały napisane w latach 1798–99 i zadedykowane baronowej Josefie von Braun. Należą do dorobku wczesnego okresu twórczości Beethovena.

## Sonaty cyklu
- Sonata fortepianowa nr 9 E-dur op. 14 nr 1
- Sonata fortepianowa nr 10 G-dur op. 14 nr 2